# Doane Perry
Doane Ethredge Perry (Mount Kisco (New York), 16 juni 1954) was een lid van de Britse progressieve rockband Jethro Tull. Hij was sinds 1984 (met enkele korte onderbrekingen in de jaren 80 en begin jaren 90) tot de band in 2015 stopte de vaste drummer.
Hij was de opvolger van zijn in 2005 overleden vriend Mark Craney, en woont in Los Angeles.
- Gemeinsame Normdatei: 134573110
- International Standard Name Identifier: 0000 0000 5623 1677
- MusicBrainz: de28c0d5-12c9-42c2-a392-49a556e0c888
- Nationale Bibliotheek van Tsjechië: xx0200821
- Virtual International Authority File: 245149294307880521676